# Banga (soupe)
Pour les articles homonymes, voir Banga.

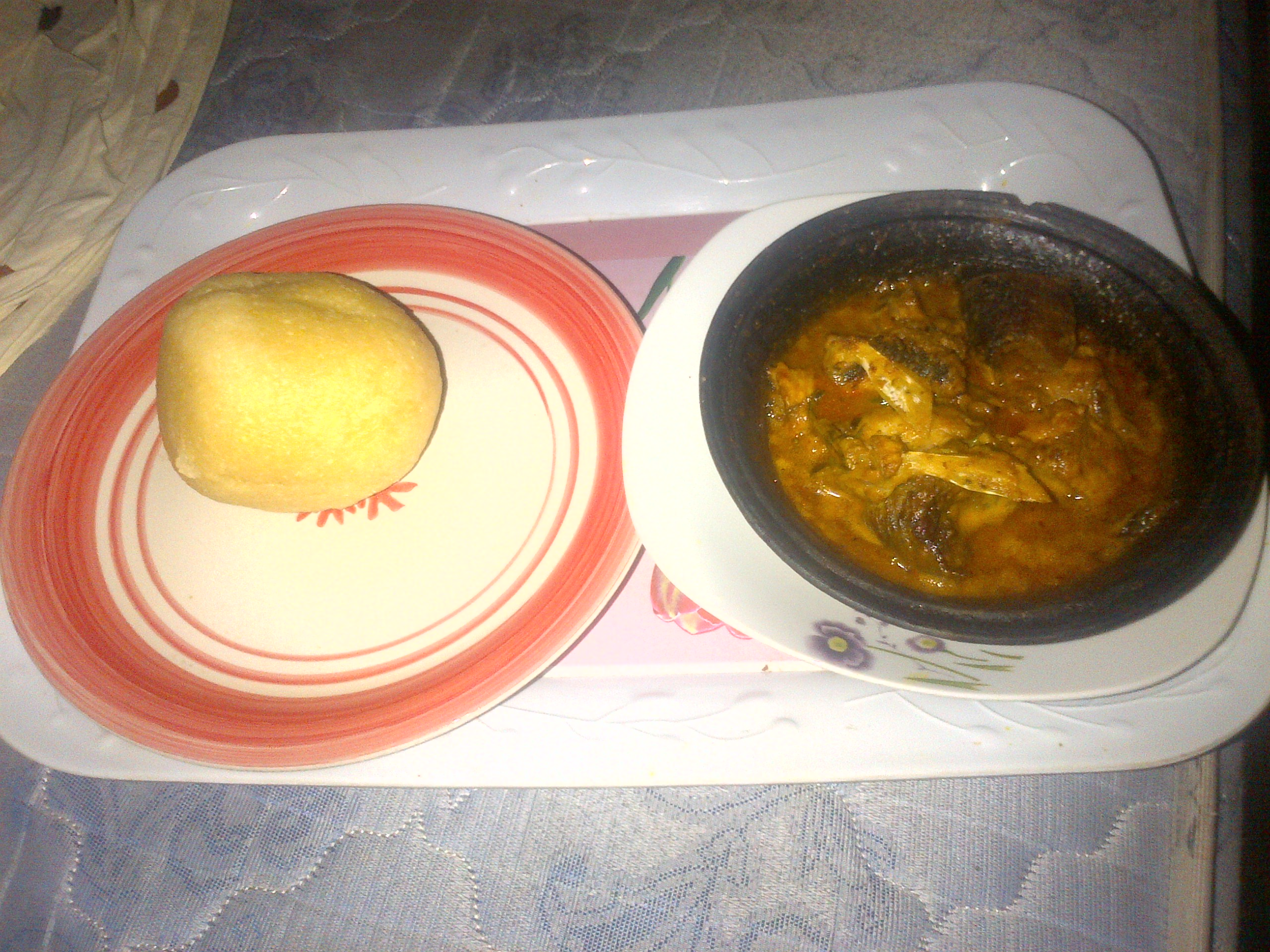
Soupe banga au poisson accompagné de gari (eba).

La soupe banga ou soupe de noix de palme (en anglais nigérian et pidgin nigérian : palm nut soup ou banga soup ; en urhobo : oghwo amiedi ; en isoko : izuwo ibiedi) est une soupe consommée dans le delta du Niger, et plus largement au Nigeria, au Ghana et au Cameroun, dont l’ingrédient principal est la pulpe du fruit du palmier à huile. Elle s’apparente à la sauce graine consommée dans une partie de l’Afrique de l’Ouest, et à la moambe d’Afrique centrale.
Les préparations varient mais incluent généralement des feuilles de beletete, des gousses de Tetrapleura tetraptera, d’autres épices locales dont l’obtenetietien, le rohojie et l’oburunbebe, des oignons émincés, des écrevisses pilées, du sel et du piment (tout ou partie des épices locales, qui peuvent être difficiles à trouver en milieu urbain ou pour les Nigérians de la diaspora, sont omises dans certaines recettes. Elle peut inclure différents types de protéines animales, dont le poisson-chat, le poisson séché ou fumé, et différents types de viande. Des gombos peuvent y être ajoutés. La soupe est souvent consommée avec une préparation à base de taro appelée kwacoco, ou une pâte à base de farine de manioc, appelée usi en urhobo, en isoko et en okpe (ou un équivalent : eba, pâte à base d’igname pilée…). 